# États pontificaux
754 – 1870
- 1798-1799
- 1809-1814
- 1849

Entités précédentes :
- Exarchat de Ravenne
 Duché de Spolète
- République romaine (1799)
- Empire français (départements de Rome et de Trasimène) (1814)
- République romaine (1849)

Entités suivantes :
- République romaine (1798)
- Empire français (départements du Tibre et de Trasimène) (1809)
- République romaine (1849)
- Royaume d'Italie (1870)
- Vatican (1929)

Les États pontificaux, États de l'Église, États papaux, États du Pape ou État ecclésiastique (en italien : Stato Pontificio ou Stato della Chiesa; en latin : Status Pontificius ou Status Ecclesiasticus) désigne l'ensemble des possessions dont les papes ont été les princes souverains entre le milieu du VIIIe siècle et l'aboutissement de l'unification italienne de 1870.
Formant l'assise territoriale de la souveraineté temporelle de l'évêque de Rome, les États pontificaux puisent leurs origines dans le Patrimonium Sancti Petri, un vaste ensemble de biens fonciers constitué de propriétés dont les revenus servent dès le IVe siècle à financer les activités de l’Église romaine. Avec la fin de la domination byzantine en Italie au début du VIIIe siècle, les évêques de Rome exercent des droits souverains concrets sur le duché englobant la ville de Rome et ses environs. En 754, le roi franc Pépin le Bref accorde à l’Église romaine la souveraineté sur des territoires conquis sur les Lombards, un accord confirmé par son fils Charlemagne, qui permet l'établissement du noyau primitif des États pontificaux.
S'accroissant tant par la diplomatie que par les armes, les États pontificaux s'étendent progressivement tandis qu'une forgerie appelée Donation de Constantin est utilisée pour renforcer leur légitimité. Bien que leur cohésion géographique soit sujette à des variations au fil des siècles, l'essentiel des possessions qui les constituent forment à partir du XIVe siècle une large bande au centre de la péninsule italienne, ouverte sur l'Adriatique à l’est et la mer Tyrrhénienne à l'ouest.
Ils atteignent leur extension géographique maximale dans la première moitié du XVIIe siècle. À la suite des campagnes napoléoniennes en Italie, les États pontificaux passent sous domination française puis, après une brève restauration en 1815, sont largement démembrés à l'issue de la deuxième guerre d'indépendance italienne. Ils cessent d'exister le 2 octobre 1870 avec le rattachement de la Ville éternelle et du Latium au royaume d'Italie.
On considère que la continuité des États pontificaux se retrouve aujourd'hui dans l'État de la Cité du Vatican issu des accords du Latran signés en 1929.

## Histoire

### Prémices
Dès la fin de l’Antiquité, l’Église de Rome dispose d’un vaste ensemble de biens fonciers, le Patrimonium Sancti Petri (« Patrimoine de saint Pierre ») constitué de propriétés dispersées dans la péninsule italienne mais aussi en Sicile, en Afrique et parfois en Syrie voire en Égypte. Les revenus de celles-ci servent à financer les activités de l’Église, comme l’entretien ou l'éclairage des basiliques romaines ou le secours aux pauvres. À partir de la fin du IVe siècle, la gestion de ces patrimoines est centralisée, leur administration confiée à des vicaires sous l’autorité des évêques de Rome. Bien qu’elles soient relativement importantes, l'administration de ces propriétés reste essentiellement d'ordre religieux et économiques, sans dimension politique.
À partir du VIIe siècle, les rapports entre l’Église romaine et l’Empire byzantin commencent à se dégrader et les décrets iconoclastes de l'empereur byzantin Léon III l'Isaurien provoquent la rupture avec Rome, entraînant la confiscation par Byzance des patrimoines de l’Église romaine en Sicile et en Calabre, ce qui l'ampute d'une partie considérable de ses revenus. La domination de l'évêque de Rome ne s'exerce plus alors que sur le duché de Rome, territoire byzantin englobant la ville de Rome et ses environs, qui se trouve alors de plus en plus isolé. 
La conquête définitive de l'exarchat de Ravenne par les Lombards en 750, qui met fin à la présence byzantine en Italie centrale, accélère le processus d’autonomie : à l'instar des ducs locaux qui remplacent les gouverneurs impériaux à Naples ou en Vénétie, les évêques romains assument désormais directement la gouvernance du duché de Rome, exerçant dès lors, au-delà de leur autorité religieuse, des droits souverains concrets sur un territoire qui s'étend « d'Acquapendente à Ceprano ». Ainsi, à partir du VIIIe siècle, le Patrimonium Sancti Petri commence à désigner non seulement des biens fonciers dispersés, mais aussi un embryon d’État territorial, le futur domaine temporel des papes.

### Origine

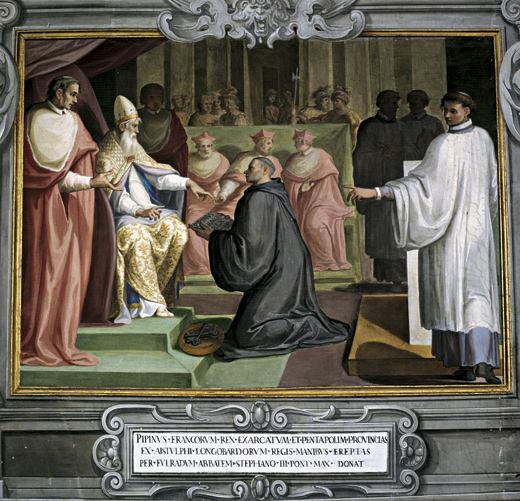
La donation de Pépin (ou traité de Quierzy) au pape Étienne II (754).

Au milieu du VIIIe siècle, cette transition vers une autonomie politique se trouve consolidée par l’alliance entre les papes et les Carolingiens.
Menacée par le roi lombard Aistolf, l’Église romaine fait appel aux souverains francs et Pépin le Bref s'engage à intervenir militairement pour chasser les Lombards et à transférer à la papauté l'ensemble des biens d'Italie relevant de la juridiction impériale, présentés pour la première fois comme appartenant au pape : c'est la donation de Pépin.
Par ce texte promulgué en 754 devant l'assemblée de Quierzy, Pépin, redevable au pape Zacharie d'avoir légitimé le renversement des Mérovingiens, s'engage à céder à Étienne II — successeur de Zacharie en 752 — un territoire à conquérir sur les Lombards et correspondant à l'ancien exarchat de Ravenne. Il s'agit essentiellement de terres pauvres (incluant notamment les marais pontins), où se pratique depuis des siècles l'agriculture. L'échec du siège de Rome en 756 par Aistulf marque le déclin du royaume lombard qui doit céder les terres convoitées par la papauté. La donation est confirmée en 774 à Rome et renégociée en 781 par Charlemagne, fils de Pépin, qui promet d’étendre le contrôle pontifical à d’autres régions. Le diplôme de Louis le Pieux, daté de 817 mais probablement interpolé, réduit les concessions territoriales mais reconnaît pour la première fois à l'évêque romain une autorité publique sans partage (jus principatus, « droit de principat »), cependant vite remise en question par ses successeurs.
Un faux appelé Donation de Constantin est utilisé par la suite pour renforcer la légitimité des États pontificaux. Selon ce document composé au VIIIe ou IXe siècle et intégré dans les Décrétales pseudo-isodoriennes, l'empereur Constantin Ier aurait cédé en 335 toutes les provinces de l'Occident au pape Sylvestre Ier. Le document prétend reproduire une lettre de Constantin à Sylvestre par laquelle l'empereur partage avec l'évêque de Rome la souveraineté temporelle sur Rome et l'Italie, ainsi qu'elle confère à ce dernier la primauté spirituelle sur l'ensemble des patriarcats ecclésiastiques. La Donation sert par exemple au pape Adrien Ier pour faire reconnaître à Charlemagne les prérogatives de l'évêque romain sur certaines villes. L'autorité de la Donation, reconnue même des adversaires de la papauté, fonde ainsi juridiquement le pouvoir temporel du pape pendant tout le Moyen Âge avant que la falsification soit démasquée au XVe siècle par Laurent Valla. Il faut néanmoins attendre la Renaissance pour que la critique écarte définitivement la Donation.

### Du Moyen Âge à l'Époque moderne
Ces États s'accroissent en 1115 par l'héritage de la princesse Mathilde de Canossa qui est disséminé entre la Toscane, l'Apennin tosco-émilien et la plaine du Pô de l'Émilie au delta. 
En réponse aux luttes fratricides entre guelfes (partisans du pape) et gibelins (partisans de l’empereur), la paix de Venise de 1177 consacre l'indépendance des États du pape vis-à-vis du Saint-Empire.
Au milieu du XIVe siècle, le Trecento, les États pontificaux se sont largement développés et les Constitutions égidiennes établissent en 1357 sept provinces dans le centre de l'Italie : Rome, les provinces de Campagne et Maritime (entre Rome, Ostie, vallée du Liri et Terracina), le patrimoine de saint Pierre en Toscane, la Sabine, la marche d'Ancône et le duché de Spolète : l'essentiel des possessions des États pontificaux constituent ainsi une large bande au centre de la péninsule italienne, ouverte sur l'Adriatique à l’est et la mer Tyrrhénienne à l'ouest, auxquels il faut ajouter les enclaves de Bénévent et de Pontecorvo dans le royaume de Naples, ainsi qu'Avignon et le Comtat Venaissin.
Pendant les guerres d'Italie, le pape Jules II prend possession des villes que César Borgia avait conquises en Romagne et dans les Marches. Léon X y ajoute les villes d'Émilie que sont Plaisance, Parme, Reggio, Modène et Bologne. Le duché de Parme et Plaisance est toutefois détaché en 1545 par le pape Paul III au profit de la maison Farnèse, à laquelle il appartient.
En 1598, Clément VIII annexe Ferrare, ainsi que Comacchio, à la suite de la mort du dernier duc de la maison d'Este puis, en 1625, récupère Urbino avant même la mort du doge Francesco Maria Della Rovere six ans plus tard. Enfin, l'enclave de Castro et Ronciglione est annexée en 1649, au terme d'une guerre économique et militaire de près de dix années. Avec cette dernière annexion, les États pontificaux atteignent alors leur extension maximale dans des frontières à peu près définitives qui connaissent une stabilité jusqu'à la fin du XVIIIe siècle.

### Durant la Révolution française

Les États pontificaux en 1849.

En 1796, le Directoire envoie le général Bonaparte accompagné de Gaspard Monge pour la campagne d'Italie. Le 6 février 1798, les troupes françaises envahissent Rome. Le Directoire avait demandé au pape d'abandonner ses pouvoirs temporels, tout en gardant ses pouvoirs spirituels. Le 17 février, pensant qu'il n'est pas possible de séparer les deux pouvoirs, les émissaires du Directoire demandent à Pie VI de quitter Rome dans les deux jours. Celui-ci quitte la ville dans la nuit du 19 au 20 février 1798. La République romaine est proclamée.
Pie VI trouve refuge dans la chartreuse de Florence. Il est fait prisonnier et emmené par les troupes françaises à Bologne, puis à Parme, Turin, Grenoble, et enfin Valence où, épuisé, il meurt le 29 août 1799.
En septembre 1799, les troupes napolitaines reprennent Rome, Pie VII, élu depuis peu, y rentre et les États pontificaux sont restaurés en juin 1800. Ils sont de nouveau envahis par les Français en 1808. Le 17 mai 1809, par un décret pris à Schönbrunn, Napoléon décide d'annexer les États pontificaux à l'Empire français pour former les départements du Tibre et de Trasimène. En 1809-1810, une commission, la Consulta straordinaria, présidée par le général de Miollis, qui commande les troupes françaises à Rome, et comprenant quatre juristes et hauts fonctionnaires (Cesare Balbo, Ferdinando Dal Pozzo, Joseph-Marie de Gérando, Jeannet), gère la cité et prend plus de 5 000 décrets qui introduisent la législation de l'Empire dans les anciens États pontificaux et réalisent une modernisation complète de l'administration qui survivra largement à l'occupation française.
En 1815, grâce aux puissances réunies au congrès de Vienne, Pie VII rétablit les États pontificaux, qui prennent brièvement une forme républicaine en 1849. Avignon et le Comtat Venaissin, annexés par la France en 1791 et cédés officiellement par le traité de Tolentino de 1797, restent cependant français.

### Fin des États pontificaux
À l'issue de la deuxième guerre d'indépendance italienne en 1859, les légations, l’Ombrie, les Marches et la Romagne, ainsi que la délégation d'Orvieto, sont intégrées aux Provinces-Unies d'Italie centrale, État satellite du royaume de Sardaigne, laissant Rome et le Latium au souverain pontife. Un an plus tard, le Piémont annexe ces territoires. Ainsi, lors de la proclamation du royaume d'Italie en 1861, les territoires pontificaux sont réduits à l'antique Patrimoine de Saint-Pierre, correspondant grosso modo à un large Latium, passant d'une surface de 44 000 à 12 000 km2 et d'une population de plus de 3 000 000 d'habitants à moins de 700 000. 
En 1870, après l'évacuation des troupes françaises résultant de l'effondrement du second Empire, Rome est envahie par les troupes italiennes le 20 septembre : l'État de Rome, au terme d'un plébiscite très largement favorable, cesse d'exister le 2 octobre avec le rattachement de la Ville éternelle et du Latium au royaume d'Italie. Après un vote de la Chambre italienne le 23 décembre, Rome devient alors la capitale du Royaume et il ne reste des États du pape que les 44 hectares du Vatican.
Le pape reste désormais enfermé dans son palais apostolique et refuse la « loi des Garanties » votée par le Parlement italien en 1871 qui entend garantir certaines prérogatives du pape — sans lui reconnaitre aucune souveraineté sur le territoire laissé à sa disposition —, mais aussi établir le statut du Vatican et organiser les relations entre celui-ci et l'État italien. Ce refus ouvre la « question romaine ».  
Bien qu'une partie de la Curie espère encore une restauration du pouvoir temporel, le pape Léon XIII signe la dissolution officielle des États pontificaux le 20 septembre 1900. La question romaine ne trouve une issue que le 11 février 1929 par la signature des accords du Latran avec Mussolini, accords qui sanctionnent la création de l'État de la Cité du Vatican. Ce dernier est reconnu par cet ensemble de traités internationaux comme « État souverain de droit public international, distinct du Saint-Siège ».